# Blue Origin NS-21
Blue Origin NS-21 fue una misión de vuelo espacial suborbital, operada por Blue Origin, que se lanzó el 4 de junio de 2022 utilizando el cohete New Shepard. Fue el quinto vuelo tripulado de Blue Origin y el vigésimo primero en total en llegar al espacio.
El lanzamiento de la misión estaba originalmente programado para el 20 de mayo de 2022. Sin embargo, el vuelo se retrasó debido a que un sistema de respaldo no cumplió con las «expectativas de rendimiento» y la nueva fecha de lanzamiento del 4 de junio se anunció el 31 de mayo de 2022.

## Tripulación
La tripulación de seis personas incluía a Evan Dick, quien anteriormente voló a bordo del Blue Origin NS-19, lo que lo convirtió en la primera persona en volar en New Shepard dos veces. También a bordo estaba Katya Echazarreta, quien se convirtió en la primera mujer mexicana-estadounidense y además la mujer más joven en volar al espacio, y Víctor Vescovo, un notable explorador submarino.
El asiento de Echazarreta fue patrocinado por la iniciativa Space For Humanity y pagado por los pasajeros de Blue Origin NS-19 Lane y Cameron Bess. Es una estudiante de posgrado en la Universidad Johns Hopkins que ha trabajado en las misiones Mars 2020 y Europa Clipper.
Victor Correa Hespanha fue el segundo brasileño en el espacio. Fue seleccionado para volar después de comprar un NFT por R$4000 (EE. UU.$1014.07) de la Crypto Space Agency. También se le describe como el «primer criptonauta del mundo».